# Coupe UNIFFAC des clubs 2005
Navigation
Édition 2004 Édition 2006
La Coupe UNIFFAC des clubs 2005 est la deuxième édition de la Coupe UNIFFAC des clubs, une compétition organisée par l'UNIFFAC (Union des fédérations de football d'Afrique centrale) et qui regroupe les clubs d'Afrique centrale s'étant illustré dans leur championnat national. 
Cette édition regroupe six formations réparties en deux poules. Les deux premiers de chaque groupe se qualifient pour la phase finale, jouée en matchs aller-retour à élimination directe.
C'est le club gabonais de Téléstars FC qui remporte le trophée, après avoir battu les Congolais de l'AS Police Brazzaville lors de la finale. C'est le tout premier titre international de l'histoire du club.

## Équipes participantes
8 équipes auraient dû à l'origine prendre part au tournoi :
- Téléstars FC - Vice-champion du Gabon 2004
- Fovu Baham - 5e du Cameroun 2004
- AS Saint-Luc - Finaliste de la Coupe de RD du Congo 2004
- AS Cop Gard - Représentant du Tchad
- Renacimiento FC - Champion de Guinée équatoriale 2004
- Représentant de São Tomé et Principe - forfait
- AS Police Brazzaville - 6e du championnat du Congo 2004
- Représentant de République centrafricaine - forfait

## Compétition

### Premier tour
Groupe 1 :
| Rang | Équipe       | Pts | J | G | N | P | Bp | Bc | Diff |  | Résultats (▼ dom., ► ext.) | Sai | Fov | Cop |
| ---- | ------------ | --- | - | - | - | - | -- | -- | ---- |  | -------------------------- | --- | --- | --- |
| 1    | AS Saint-Luc | 5   | 4 | 1 | 2 | 1 | 6  | 4  | +2   |  | AS Saint-Luc               |     | 0-0 | 5-0 |
| 2    | Fovu Baham   | 5   | 4 | 1 | 2 | 1 | 4  | 2  | +2   |  | Fovu Baham                 | 3-0 |     | 0-0 |
| 3    | AS Cop Gard  | 5   | 4 | 1 | 2 | 1 | 3  | 7  | -4   |  | AS Cop Gard                | 1-1 | 2-1 |     |

Groupe 2 :
| Rang | Équipe                | Pts | J | G | N | P | Bp | Bc | Diff |  | Résultats (▼ dom., ► ext.) | Tel | Pol | Ren |
| ---- | --------------------- | --- | - | - | - | - | -- | -- | ---- |  | -------------------------- | --- | --- | --- |
| 1    | Téléstars FC          | 6   | 4 | 2 | 0 | 2 | 5  | 4  | +1   |  | Téléstars FC               |     | 1-2 | 3-1 |
| 2    | AS Police Brazzaville | 6   | 4 | 2 | 0 | 2 | 4  | 4  | 0    |  | AS Police Brazzaville      | 0-1 |     | 2-0 |
| 3    | Renacimiento FC       | 6   | 4 | 2 | 0 | 2 | 4  | 5  | -1   |  | Renacimiento FC            | 1-0 | 2-0 |     |

### Phase finale

#### Demi-finales
| Équipe 1              | Résultat | Équipe 2     | Aller | Retour |
| --------------------- | -------- | ------------ | ----- | ------ |
| AS Police Brazzaville | 3 - 1    | AS Saint-Luc | 0 - 0 | 3 - 1  |
| Fovu Baham            | 1 - 2    | Téléstars FC | 1 - 1 | 0 - 1  |

### Finale
| 30 octobre 2005 | AS Police Brazzaville | 1 - 2 | Téléstars FC                              | Complexe Sportif Alphonse Massamba-Débat, Brazzaville |  |
|                 | Buteur inconnu        |       | Calude-Cédric Mvé Mintsa · Primaël Maïssa |                                                       |  |

| 6 novembre 2005 | Téléstars FC    | 1 - 0 | AS Police Brazzaville | Stade Henri Sylvoz, Moanda |
|                 | Mabika Muya 27e |       |                       |                            |

| Coupe UNICCAF des clubs Telestar FC 1er titre |